# Czempisz (gromada)
Czempisz – dawna gromada, czyli najmniejsza jednostka podziału terytorialnego Polskiej Rzeczypospolitej Ludowej w latach 1954–1972.
Gromady, z gromadzkimi radami narodowymi (GRN) jako organami władzy najniższego stopnia na wsi, funkcjonowały od reformy reorganizującej administrację wiejską przeprowadzonej jesienią 1954 do momentu ich zniesienia z dniem 1 stycznia 1973, tym samym wypierając organizację gminną w latach 1954–1972.
Gromadę Czempisz z siedzibą GRN w Czempiszu utworzono – jako jedną z 8759 gromad na obszarze Polski – w powiecie kaliskim w woj. poznańskim, na mocy uchwały nr 22/54 WRN w Poznaniu z dnia 5 października 1954. W skład jednostki weszły obszary dotychczasowych gromad Czempisz, Dzięcioły, Fajum, Rożenno i Jamnice oraz miejscowości Rożenno (folwark) i Dzikie (osada leśna) z dotychczasowej gromady Brzeziny ze zniesionej gminy Ostrów Kaliski w powiecie kaliskim, a także enklawa dotychczasowej gromady Wojków o powierzchni 22,40 ha (położona wśród gruntów wsi Rożenno) ze zniesionej gminy Gruszczyce w powiecie sieradzkim w woj. łódzkim. Dla gromady ustalono 13 członków gromadzkiej rady narodowej.
Gromadę zniesiono 1 stycznia 1959, a jej obszar włączono do gromady Brzeziny w tymże powiecie.